# NGC 2366
NGC 2366 ist eine Irreguläre Galaxie mit ausgedehnten Sternentstehungsgebieten vom Hubble-Typ IBm im Sternbild Giraffe am Nordsternhimmel. Sie ist schätzungsweise 10 Millionen Lichtjahre von der Milchstraße entfernt und hat einen Durchmesser von etwa 30.000 Lichtjahren. Gemeinsam mit NGC 2363 bildet sie ein wechselwirkendes Galaxienpaar.
Das Objekt wurde am 3. Dezember 1788 vom deutsch-britischen Astronomen Wilhelm Herschel entdeckt.

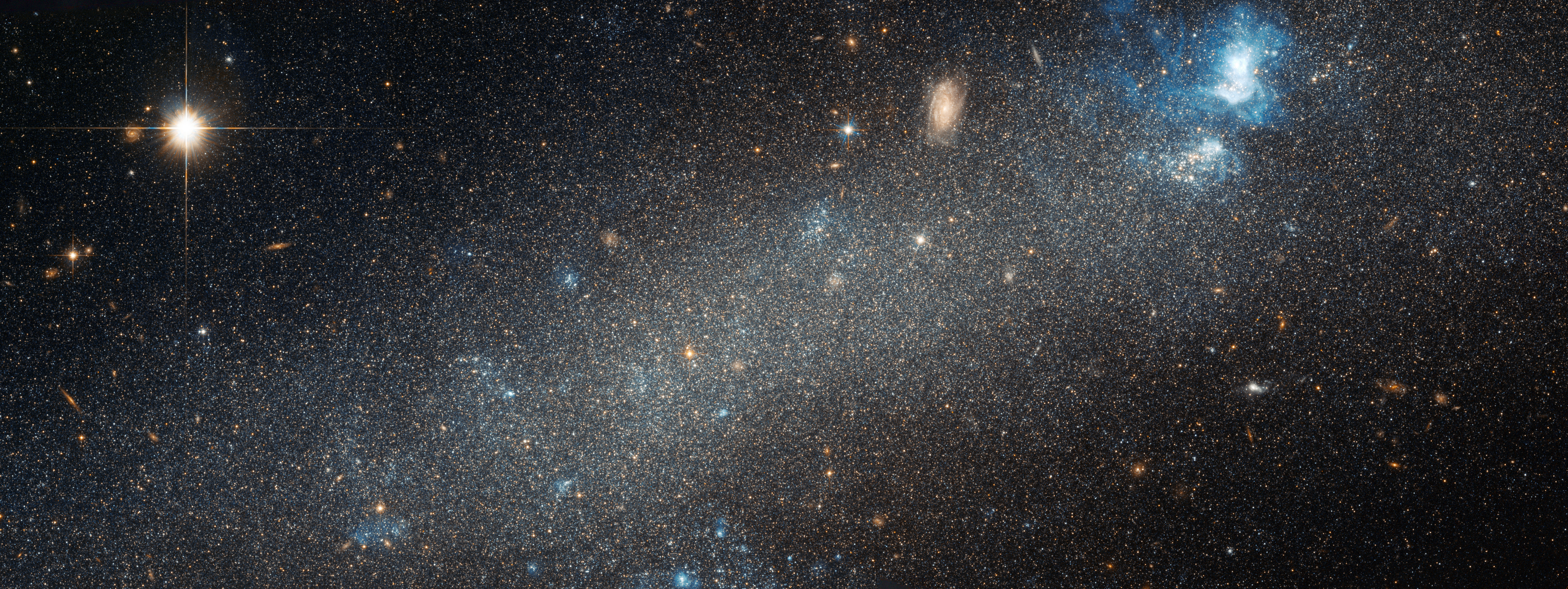
Aufnahme durch das Hubble-Weltraumteleskop. Oben rechts ist der Nebel NGC 2363 zu erkennen.